# فرانك دبينو
فرانك مايكل دبينو (بالإنجليزية: Frank DiPino)‏ (من مواليد 22 تشرين الأول 1956) هو لاعب كرة قاعدة (بيسبول) أمريكي محترف سابق لعب لفريق ميلاووكي بريورز، وهيوستن أسترو، وشيكاغو كابز، وسانت لويس كاردينالات، وكانساس سيتي رويالز من دوري كرة القاعدة الرئيس.
في 7 سبتمبر 1982، ضرب ديينو 10 نوبات في 5 أشواط ليحقق أول فوز له في الدوري. في 21 يوليو 1986، قام أستروس بمبادلة دبينو مع الأشبال لصالح دافي لوبيز.
كان دبينو هو الرامي الفائز في أول مباراة ليلية للأشبال والتي لُعبَت في ريجلي فيلد في 9 أغسطس 1988.
يمتلك دبينو أفضل معدل ضربات ضد أي رامي، مع أكثر من 10 ظهورات على اللوحات مقابل عضو HOF توني جوين. كان جوين، ذو 338 ضربة يمتلك معدل 0.050 [1 لـ 20 مع 3 مناحي].
يعمل دبينو حاليًا كمدرس لعرض العروض التقديمية لـ الممارسة المثالية لسَرَقُوسَة، في نيويورك.